# Damaliscus
Damaliscus és un gènere d'antílops de la família dels bòvids, dins la subfamília dels alcelafins. El damalisc de Hunter, a vegades inclòs en aquest gènere, es classifica actualment al gènere Beatragus com a Beatragus hunteri.

## Taxonomia
- Damaliscus korrigum, topi (Ogilby, 1837)
- Damaliscus lunatus, topi comú (Burchell, 1823)
- Damaliscus pygargus, damalisc (Pallas, 1767)
- Damaliscus superstes, damalisc de Bangweulu (Cotterill, 2003)